# Hohloh
Le Hohloh est un sommet de la Forêt-Noire du Nord dans la région du Bade-Wurtemberg. C'est la plus haute montagne de la crête principale de l'Est de la Forêt-Noire du Nord.
Au nord du sommet, une tour d'observation a été érigée en 1897 à 984 mètres d'altitude. Ceci a pour conséquence que sur certaines cartes, l'altitude du Hohloh est noté à 984 mètres et non 988. Le nom officiel de la tour est Kaiser-Wilhelm-Turm ou tour du Roi Guillaume. Sa hauteur était initialement de 22,2 mètres, mais elle a été agrandie en 1968 de 6,4 mètres en raison de la croissance des arbres autour. Elle fait donc désormais 28,6 mètres pour 158 marches. Cette tour peut se visiter et permet d'avoir à son sommet une vue sur l'ensemble de la partie nord de la Forêt-Noire et d'apercevoir le massif des Vosges par temps clément.
Aux alentours se situe une zone de tourbe comprenant quelques lacs tels que le Hohlohsee et le Wildsee.